# پسران صحرا (سازمان)
پسران صحرا (انگلیسی: The Sons of the Desert) یک سازمان بین‌المللی برادری است که به زندگی و فیلم‌های استن لورل و اولیور هاردی می‌پردازد. این سازمان نامش را از فیلم پسران صحرا (۱۹۳۳) می‌گیرد. این سازمان بیش از ۱۰۰ شعبهٔ فعال در سرتاسر جهان دارد که بیشتر آنها در ایالات متحده آمریکا و بریتانیا قرار دارند. اعضای گروه گاهی گرد آمده و با هم و در یک فضای غیررسمی از تماشای فیلم‌های این زوج کمدی لذت می‌برند.
علاوه بر این، اعضای گروه هر دو سال یکبار در یک گردهمایی و همایش رسمی شرکت می‌کنند که نخستین دورهٔ آن در ایلینوی شیکاگو در سال ۱۹۷۸ بود. همایش سال ۲۰۲۰ به سبب دنیاگیری کووید-۱۹ لغو شد و گردهمایی بعدی در سال ۲۰۲۲ در البوکرکی، نیومکزیکو خواهد بود.